# Lázaro Cárdenas, Álvaro Obregón
Lázaro Cárdenas är en ort i Mexiko.   Den ligger i kommunen Álvaro Obregón och delstaten Michoacán de Ocampo, i den södra delen av landet, 200 km väster om huvudstaden Mexico City. Lázaro Cárdenas ligger 1 846 meter över havet och antalet invånare är 1 348.
Terrängen runt Lázaro Cárdenas är platt åt nordost, men åt sydväst är den kuperad. Runt Lázaro Cárdenas är det ganska tätbefolkat, med 78 invånare per kvadratkilometer. Närmaste större samhälle är Álvaro Obregón, 5,7 km söder om Lázaro Cárdenas. Trakten runt Lázaro Cárdenas består till största delen av jordbruksmark.